# Breese
Breese è un comune di 1 493 abitanti del Brandeburgo, in Germania.

Appartiene al circondario del Prignitz ed è parte dell'Amt Bad Wilsnack/Weisen.

## Storia
Nel 2003 venne aggregato al comune di Breese il soppresso comune di Groß Breese.